# NGC 7422
NGC 7422 é uma galáxia espiral (Sb) localizada na direcção da constelação de Pisces. Possui uma declinação de +03° 55' 37" e uma ascensão recta de 22 horas, 56 minutos e 12,3 segundos.
A galáxia NGC 7422 foi descoberta em 11 de Agosto de 1864 por Albert Marth.